# Crazy, Stupid, Love
Crazy, Stupid, Love (titulada Loco y estúpido amor en Hispanoamérica y Crazy, Stupid, Love en España) es una película del género comedia romántica dirigida por Glenn Ficarra y John Requa. La cinta fue escrita por Dan Fogelman y protagonizada por Steve Carell, Ryan Gosling, Julianne Moore y Emma Stone. Fue estrenada el 29 de julio de 2011 en Estados Unidos y el 7 de octubre en España.

## Trama
Cal Weaver (Steve Carell) y Emily (Julianne Moore) llevan 25 años casados, pero su matrimonio llega a su fin cuando ella le confiesa que tuvo relaciones sexuales con David Lindhagen (Kevin Bacon), un compañero de trabajo. Tras aceptar el divorcio e irse de la casa, Cal comienza a frecuentar un bar, donde conoce a un metrosexual llamado Jacob Palmer (Ryan Gosling), quien le ayudará a que deje de ser un fracasado y se convierta en un galán. Siguiendo los consejos de Jacob, Cal logra salir con nueve mujeres, incluyendo la maestra de su hijo Robbie, a quien Cal no había conocido por no haber ido a las reuniones escolares. Mientras Cal se dedica a conquistar mujeres, Jacob conoce a Hanna (Emma Stone), una joven universitaria, de quien se enamora perdidamente y ambos comienzan una relación sentimental.
Mientras tanto, el hijo de Cal, Robbie (Jonah Bobo), quien tiene 13 años de edad, se enamora de Jessica (Analeigh Tipton), su niñera de 17 años. Robbie trata por todos los medios que ella se interese en él, pero ella está enamorada de Cal. Dado que Cal no la toma en cuenta, ella hace cosas como tomarse fotos desnuda para seducirlo tras enterarse de su divorcio.
Cal, por su parte, se da cuenta de que sigue amando a su esposa y decide luchar por su amor. Le prepara un mini campo de golf en el jardín de su casa para simular el día en que se enamoraron. Las cosas salen mal cuando justo en ese momento llega Jacob con Hanna, quien resulta ser hija de Cal y Emily. Cal no acepta que su hija esté saliendo con un conquistador empedernido y no acepta la relación. Todo empeora cuando llega el padre de Jessica, quien tras descubrir las fotos de su hija cree que Cal tiene algo con ella. El malentendido aumenta cuando David llega y le entrega a Emily su sudadera de cuando estuvo con el y  Jacob lo golpea por Cal. Todo termina en una pelea entre Jacob, Cal, David y el padre de Jessica, la cual es interrumpida por la policía. Tras la pelea, Robbie revela a sus padres que ama a Jessica, mientras que ella revela que ama a Cal. Luego del enfrentamiento Cal es echado de su casa.
El día de la graduación de Robbie, éste habla frente a toda su escuela de que el amor ahora le parece un fraude, ya que Jessica no lo quiere. Sin embargo, su discurso es interrumpido por Cal, quien habla del amor verdadero y de cómo fue que conoció a Emily. Las palabras de Cal animan a Robbie, quien descubre que a pesar de todo sigue amando a Jessica. A la salida de la ceremonia, Cal se disculpa y reconcilia con su familia, mientras Robbie habla con Jessica y le pregunta si pueden ser amigos. Ella le contesta con un "te amo" y le entrega un sobre con sus fotografías. Cal, por su parte, termina por aprobar la relación de su hija con Jacob. La película termina con Emily, acercándose a Cal para agradecerle el haber comprado un helado para ella en su primera cita, mientras Robbie los ve de fondo.

## Elenco
- Steve Carell como Cal Weaver.[3]
- Ryan Gosling como Jacob Palmer.
- Julianne Moore como Emily Weaver.
- Emma Stone como Hannah Weaver.[4]
- Jonah Bobo como Robbie Weaver.
- Analeigh Tipton como Jessica Riley.[5]
- Marisa Tomei como Kate Tafferty.
- Kevin Bacon como David Lindhagen.
- John Carroll Lynch como Bernie Riley.
- Josh Groban como Richard.
- Liza Lapira como Liz.
- Joey King como Molly Weaver.
- Beth Littleford como Claire Riley.
- Julianna Gill como Madison.

## Estreno

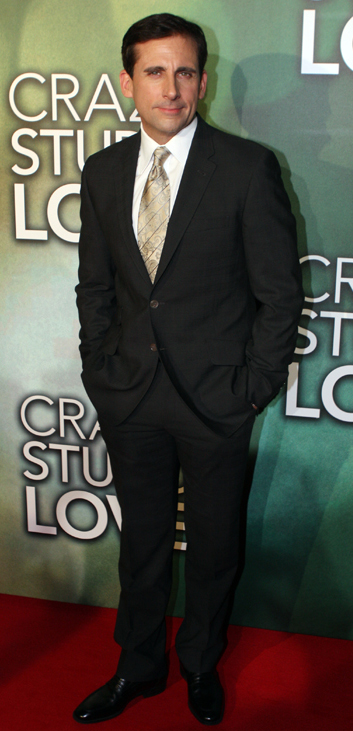
Steve Carell en el estreno de la película.

Se lanzó un tráiler el 8 de abril de 2011. La película fue estrenada en Estados Unidos el 29 de julio de 2011 y en España el 7 de octubre del mismo año. Su estreno en los países de Hispanoamérica fue durante julio y agosto de 2011.
Crazy, Stupid, Love debutó en el quinto puesto de la taquilla estadounidense, recaudando 19,1 millones de dólares en su primer fin de semana. La película logró recaudar más de 84 millones de dólares en Estados Unidos, y sobre 58 millones en el extranjero, logrando un total de $142.851.197 a lo largo del mundo.

### Recepción
La película obtuvo una respuesta positiva por parte de la crítica cinematográfica. Posee un 78% de comentarios "frescos" en el sitio web Rotten Tomatoes, basado en un total de 193 reseñas, y una calificación de 68/100 en Metacritic. Javier Ocaña del periódico El País sostuvo que la película destaca por su "atrevida apariencia, notable comicidad y fondo más bien conservador", agregando que los directores "tiran del hilo cómico hasta resultar trágicos, y del hilo trágico hasta llegar a lo cómico".
Jordi Costa de la revista Fotogramas la catalogó como una "comedia sentimental sólida", destacando sus ambiciones, pero criticando el desenlace de la historia, argumentando que no estuvo a la altura del resto de la película. De la misma forma, Horacio Bernades de Página/12 destacó la primera mitad de la cinta, pero sostuvo que la segunda mitad no estaba a la altura, concluyendo que la película "parece una exposición de varios de los vicios y virtudes del Hollywood actual. Una película excitante y decepcionante, provocativa e inconsecuente, personal e infiel a sí misma [...] hay un punto en el que parece que en la sala hubieran cambiado de película".

## Premios
| Año  | Premio                                    | Categoría                       | Receptor(es) | Resultado |
| ---- | ----------------------------------------- | ------------------------------- | ------------ | --------- |
| 2012 | Premios Globo de Oro                      | Mejor actor - Comedia o musical | Ryan Gosling | Nominado  |
| 2012 | Premios People's Choice                   | Película cómica favorita        |              | Nominado  |
| 2012 | Broadcast Film Critics Association Awards | Mejor película de comedia       |              | Nominado  |